# استان سطیف
استان سطیف (به عربی: ولایة سطیف) یک استان در الجزایر است که در شمال این کشور واقع شده‌است.

## خصوصیات
استان سطیف ۶٬۵۰۴ کیلومترمربع مساحت و ۱٬۴۹۶٬۱۵۰ نفر جمعیت دارد.